# Yg
För andra betydelser, se YG.
Yg är en by i Färila och Ljusdals socknar i Hälsingland, sedan 1971 i Ljusdals kommun. Den ligger vid Ygssjön nära Ljusnan.
Inom byn finns härbret i Yg med virke från 1300-talet.